# لوییس ساستر
لوییس ساستر (انگلیسی: Lluís Sastre؛ زادهٔ ۲۶ مارس ۱۹۸۶) بازیکن فوتبال اهل اسپانیا است.
از باشگاه‌هایی که در آن بازی کرده‌است می‌توان به باشگاه فوتبال بارسلونا سی، باشگاه فوتبال رئال ساراگوسا، باشگاه فوتبال اوئسکا، باشگاه فوتبال رئال وایادولید، باشگاه فوتبال بارسلونا بی، باشگاه فوتبال لگانس، و باشگاه فوتبال بارسلونا اشاره کرد.
وی همچنین در تیم ملی فوتبال زیر ۱۹ سال اسپانیا بازی کرده‌است.